# Mikayil Faye
Mikayil Ngor Faye (Sédhiou, 14 luglio 2004) è un calciatore senegalese, difensore del Rennes e della nazionale senegalese.

## Caratteristiche tecniche
È un difensore centrale.

## Carriera

### Club
Cresciuto nel settore giovanile del Diambars, Faye è approdato in Europa nel 2022, quando ha firmato con i croati del Kustošija. Ha debuttato in prima squadra l'8 marzo 2023 nell'incontro di 2.HNL (la seconda divisione croata) pareggiato 0-0 contro l'Orijent.
Il 19 giugno 2023 è stato acquistato a titolo definitivo dal Barcellona che lo ha assegnato alla seconda squadra in Primera Federación (la terza divisione spagnola).
Dopo una stagione da titolare, il 25 agosto 2024 è stato ceduto a titolo definitivo al Rennes, club della prima divisione francese.

### Nazionale
Ha giocato nella nazionale senegalese Under-17.
Il 22 marzo 2024 ha debuttato con la nazionale maggiore senegalese nell'incontro amichevole vinto 3-0 contro il Gabon dove ha realizzato anche una delle reti della sua squadra.

## Statistiche

### Presenze e reti nei club
Statistiche aggiornate al 3 gennaio 2025.
| Stagione        | Squadra         | Campionato      | Campionato | Campionato | Coppe nazionali | Coppe nazionali | Coppe nazionali | Coppe continentali | Coppe continentali | Coppe continentali | Altre coppe | Altre coppe | Altre coppe | Totale | Totale | Totale |
| Stagione        | Squadra         | Comp            | Pres       | Reti       | Comp            | Pres            | Reti            | Comp               | Pres               | Reti               | Comp        | Pres        | Reti        | Pres   | Reti   |        |
| --------------- | --------------- | --------------- | ---------- | ---------- | --------------- | --------------- | --------------- | ------------------ | ------------------ | ------------------ | ----------- | ----------- | ----------- | ------ | ------ | ------ |
| 2022-2023       | Kustošija       | 2.HNL           | 13+1       | 1          | CC              | 0               | 0               | -                  | -                  | -                  | -           | -           | -           | 14     | 1      |        |
| 2023-2024       | Barcellona B    | PF              | 33+2       | 4          | -               | -               | -               | -                  | -                  | -                  | -           | -           | -           | 35     | 4      |        |
| 2024-2025       | Rennes          | L1              | 9          | 0          | CF              | 1               | 0               | -                  | -                  | -                  | -           | -           | -           | 10     | 0      |        |
| Totale carriera | Totale carriera | Totale carriera | 58         | 5          |                 | 1               | 0               |                    | -                  | -                  |             | -           | -           | 59     | 5      |        |

### Cronologia presenze e reti in nazionale
| Cronologia completa delle presenze e delle reti in nazionale ― Senegal | Cronologia completa delle presenze e delle reti in nazionale ― Senegal | Cronologia completa delle presenze e delle reti in nazionale ― Senegal | Cronologia completa delle presenze e delle reti in nazionale ― Senegal | Cronologia completa delle presenze e delle reti in nazionale ― Senegal | Cronologia completa delle presenze e delle reti in nazionale ― Senegal | Cronologia completa delle presenze e delle reti in nazionale ― Senegal | Cronologia completa delle presenze e delle reti in nazionale ― Senegal |
| Data                                                                   | Città                                                                  | In casa                                                                | Risultato                                                              | Ospiti                                                                 | Competizione                                                           | Reti                                                                   | Note                                                                   |
| ---------------------------------------------------------------------- | ---------------------------------------------------------------------- | ---------------------------------------------------------------------- | ---------------------------------------------------------------------- | ---------------------------------------------------------------------- | ---------------------------------------------------------------------- | ---------------------------------------------------------------------- | ---------------------------------------------------------------------- |
| 22-3-2024                                                              | Amiens                                                                 | Senegal                                                                | 3 – 0                                                                  | Gabon                                                                  | Amichevole                                                             | 1                                                                      | 80’                                                                    |
| Totale                                                                 |                                                                        | Presenze                                                               | 1                                                                      |                                                                        | Reti                                                                   | 1                                                                      |                                                                        |